# Cyrtoxipha cryptadia
Cyrtoxipha cryptadia är en insektsart som beskrevs av Otte, D. och Perez-gelabert 2009. Cyrtoxipha cryptadia ingår i släktet Cyrtoxipha och familjen syrsor. Inga underarter finns listade i Catalogue of Life.